# Vesela Lecheva
Vesela Lecheva, née le 20 mai 1964 à Veliko Tarnovo, est une tireuse sportive et femme politique bulgare, membre du Parti socialiste (BSP).

## Carrière
Vesela Lecheva participe aux Jeux olympiques d'été de 1988 où elle remporte la médaille d'argent dans l'épreuve de la carabine 3 positions 50 mètres. Lors des Jeux olympiques d'été de 1992 à Barcelone, elle remporte également la médaille d'argent dans l'épreuve de la carabine 10 mètres air comprimé.
Elle est par la suite ministre des Sports de Bulgarie.